# 옷장 너머로
《옷장 너머로》(포르투갈어: Além do Guarda-Roupa)는 HBO 맥스에서 7월 20일부터 2023년 8월 9일까지 방영된 브라질의 드라마이다.

## 출연진
- 샤론 조 - 캐롤
- 김우진 - 경민
- 김진권 - 대호
- 이민욱 - 상목
- 윤재찬 - 추우
- 평리 - 종필
- 줄리아 라벨루 - 레베카